# Strajk szkolny we Włoszczowie (1984)
Strajk szkolny we Włoszczowie – zorganizowane w grudniu 1984 wystąpienie młodzieży Zespołu Szkół Zawodowych przy ul. Wiśniowej we Włoszczowie w ówczesnym województwie kieleckim. Kilkuset uczniów od września 1984 prowadziło z dyrekcją spór o usunięcie ze szkoły krzyży, który w okresie między 3 a 16 grudnia 1984 przybrał formę strajku okupacyjnego.

## Historia
Krzyże w ZSZ we Włoszczowie pojawiły się w salach i na korytarzach po wydarzeniach Sierpnia 1980, natomiast zostały ze szkoły usunięte w okresie wakacji 1984. Od nowego roku szkolnego 1984/1985 uczniowie rozpoczęli starania o przywrócenie krzyży w szkole, kierując między innymi petycję do dyrekcji placówki. 1 grudnia 1984 uczniowie zawiesili w szkole krzyże poświęcone dzień wcześniej w miejscowej parafii. Krzyże zostały jednak natychmiast usunięte i w związku z tym 250 do 300 uczniów podjęło 3 grudnia 1984 strajk okupacyjny na terenie szkoły. Uczniom towarzyszyło dwoje katechetów ks. Marek Łabuda i ks. Andrzej Wilczyński. Ze względu na działania uczniów dyrekcja szkoły podjęła decyzję o bezterminowym zawieszeniu zajęć szkolnych i wezwała protestujących do opuszczenia budynków szkolnych. O sytuacji w szkole i postulatach młodzieży miejscowy proboszcz ks. Kazimierz Biernacki zawiadomił Prymasa Polski Józefa Glempa oraz ministra spraw wewnętrznych Czesława Kiszczaka i ministra do spraw wyznań Adama Łopatkę.
Ministerstwo Spraw Wewnętrznych i dyrekcja placówki utrzymywały, że krzyże w szkole pojawiły się nielegalnie z inspiracji ks. Łabudy i Wilczyńskiego i muszą zniknąć. Wsparcia protestującym udzielił natomiast biskup pomocniczy kielecki Mieczysław Jaworski, który ostatecznie zaapelował do uczniów o zakończenie strajku 16 grudnia 1984 i uczestnictwo w uroczystym nabożeństwie, w miejscowym kościele parafialnym.
Wobec około 250 uczniów ZSZ we Włoszczowie zastosowano po zakończeniu strajku różne represje, część z nich została między innymi usunięta ze szkoły. W czerwcu 1985 – Sąd Rejonowy w Jędrzejowie skazał ks. Marka Łabudę na rok pozbawienia wolności, zaś ks. Andrzeja Wilczyńskiego na 10 miesięcy w zawieszeniu na trzy lata (kary zostały złagodzone w kolejnej instancji, a w 1991 – Sąd Najwyższy uniewinnił duchownych na skutek rewizji nadzwyczajnej).

## Upamiętnienie
W 1994 przy wejściu głównym do dawnego gmachu Zespołu Szkół Zawodowych we Włoszczowie (obecnie Zespół Szkół Ponadgimnazjalnych nr 3 im. Stanisława Staszica) umieszczono tablicę upamiętniającą wydarzenia z grudnia 1984 roku. W 2012 ukazała się książka Anny Wojeckiej pt. Wokół strajku o krzyże w Zespole Szkół Zawodowych we Włoszczowie w 1984 roku: przykład opozycji lokalnego społeczeństwa wobec władzy komunistycznej (Drukarnia Kontur, Włoszczowa, 2012; ISBN 978-83-935138-3-3).